# Daniel Hagari
Daniel Hagari (* 14. srpna 1976 Tel Aviv) je izraelský admirál Tat-Aluf, který velel izraelskému námořnictvu, elitní jednotce Šajetet 13 a aktuálně slouží jako mluvčí izraelské armády.

## Kariéra
Hagari dobrovolně narukoval do izraelské armády v březnu 1995, kdy vstoupil do jednotky Šajetet 13, ve které působil většinu svého vojenského života.
Dne 29. března 2023 byl Hagari jmenován mluvčím izraelské armády, kde vystřídal Rana Kochava. Jeho jmenování bylo pokračující snahou jmenovat na pozice mluvčího armády bývalé vojenské důstojníky namísto civilních novinářů.

## Osobní život
Vyrůstal v Tel Avivu se svými 2 bratry. Je ženatý a má 4 děti.
Vystudoval univerzitu v Tel Avivu, kde získal bakalářský titul z filozofie a magisterský titul z diplomacie a bezpečnosti.